# Ctenacanthidae
Ctenacanthidae — вимерла родина примітивних акул ряду Ктенаканти (Ctenacanthiformes), що існувала починаючи з девону до кінця тріасу. Численні викопні рештки представників родини знаходять у морських відкладеннях по всьому світі, найбільше у США, Великій Британії та Японії.

## Роди
- Acondylacanthus
- Amelacanthus
- Bythiacanthus
- Cladodoides
- Cladodus
- Cratoselache
- Ctenacanthus
- Eunemacanthus
- Glikmanius
- Glymmatacanthus
- Goodrichthys
- Tamiobatis